# Parafia św. Rocha w Janowie
Parafia pw. św. Rocha w Janowie – parafia rzymskokatolicka należąca do dekanatu dzierzgowskiego, diecezji płockiej, metropolii warszawskiej. Siedziba parafii mieści się przy ulicy Przasnyskiej. Duszpasterstwo w niej prowadzą księża diecezjalni. 

## Miejsca kultu
- Kościół parafialny św. Jana Chrzciciela – został wzniesiony w 1939 roku. W 1930 roku prezydent RP Ignacy Mościcki ofiarował 500 złotych na budowę świątyni. W czasie II wojny światowej, kościół został zamieniony przez Niemców na magazyn zbożowy. 16 sierpnia 1953 bp Tadeusz Paweł Zakrzewski konsekrował odnowioną świątynię.

## Zasięg parafii
Do parafii należą wierni z miejscowości:
- Janowo,
- Jarzynny Kierz,
- Opiłki,
- Rembowo,
- Ryki-Borkowo,
- Szczepkowo-Giewarty,
- Szemplino Czarne,
- Szemplino Wielkie,
- Wólka Zdziwójska,
- Zdziwój Stary,
- Zembrzus-Mokry Grunt.

## Proboszczowie
- ks. mgr Tomasz Opaliński[1] (do października 2020)
- ks. mgr Paweł Sprusiński (2020–2023)
- ks. mgr Mirosław Wółkiewicz (od 2023)